# ألياف عصبية تالية للعقدة
ألياف عصبية تالية للعقدة (بالإنجليزية: Postganglionic nerve fibers)‏ هي أليافٌ تخرج من عقدةٍ في الجهاز العصبي الذاتي نحو عضوٍ متأثرٍ أو مُستجيب.

## النواقل العصبية
تختلف النواقل العصبية للألياف العصبية التالية للعقدة:
- في الجهاز العصبي اللاودي، تكون الأعصاب كولينية الفعل، أي أنَّ الكولين هو الناقل العصبي الأساسي المسؤول عن الاتصال بين الأعصاب في المسار اللاودي.
- في الجهاز العصبي الودي، تكون معظم الأعصاب أدرينالية الفعل، أي أنَّ الأدرينالين والنورإبينفرين تكون هي النواقل العصبية الأساسية. توجد استثناءاتٌ ملحوظةٌ لهذه القاعدة، تتضمن التعصيب الودي للغدد العرقية والعضلات المقفة للشعرة، حيثُ تكون النواقل العصبية فيها سواء سابقة أو تالية للتشابك العقدي هو الأسيتيل كولين. يعتبر لب الغدة الكظرية مثالًا آخر على هذا الاستثناء، حيثُ تكون الخلايا أليف الكروم تعمل كأعصابٍ تاليةٍ للعقدة. بدلًا من إفراز الإبينفرين والنورإبينفرين نحو الشق التشابكي، فإنَّ لب الغدة الكظرية يُفرز الكاتيكولامينات كهرموناتٍ نحو مجرى الدم.[5] مثل المكونات الأخرى للجهاز العصبي الودي، فإنَّ كل هذه الاستثناءات لا تزال مُحفزةً عبر الألياف الكولينية السابقة للعقدة.
- في قسمي الجهاز العصبي الذاتي، تُظهر الأعصاب التالية للعقدة مستقبلات أستيل كولين نيكوتيني وذلك لاستقبال الإشارات من الأعصاب السابقة للعقدة.[6]

أسيتيل كولين
نورإبينفرين